# Cairo Tower
De Cairo Tower (Arabisch: برج القاهرة) is een betonnen televisietoren in Caïro in Egypte. Hij staat in de wijk Zamalek op het eiland Gezira in de Nijl, in het centrum van de stad.
De toren is 187 meter hoog. Dat is 43 meter hoger dan de Piramide van Gizeh, die circa 15 km naar het zuidwesten ligt.
De Cairo Tower is gebouwd van 1956 tot 1961. De toren heeft een observatieplatform en een restaurant.

## Galerij

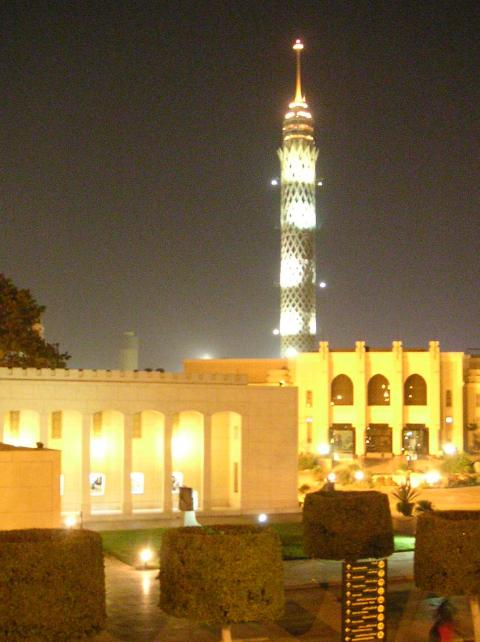
Cairo Tower
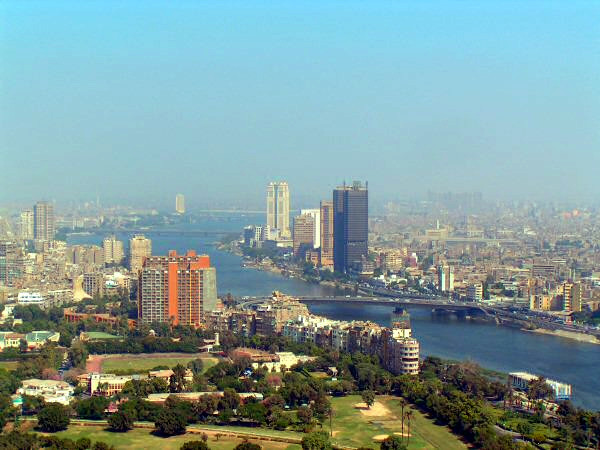
Uitzicht vanaf de toren
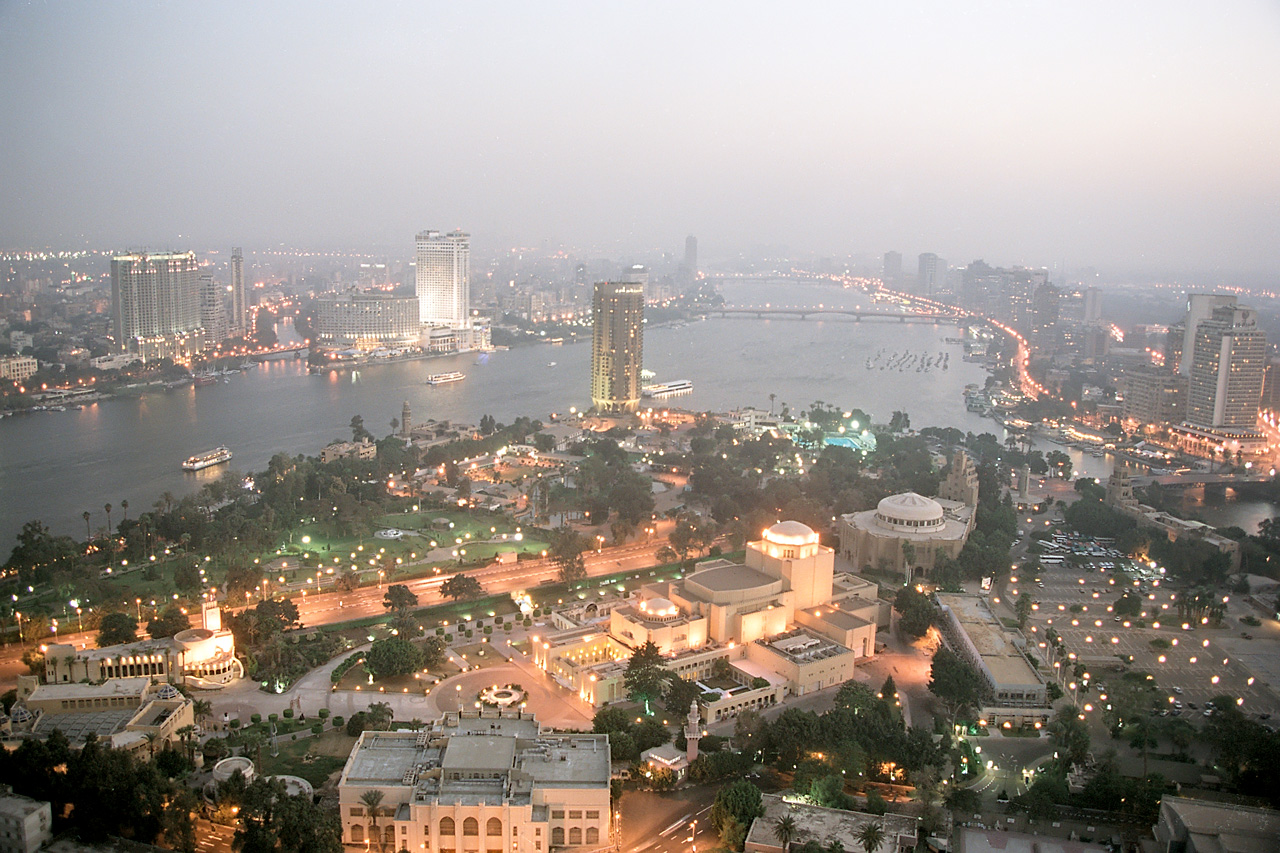
Uitzicht vanaf de toren bij avond
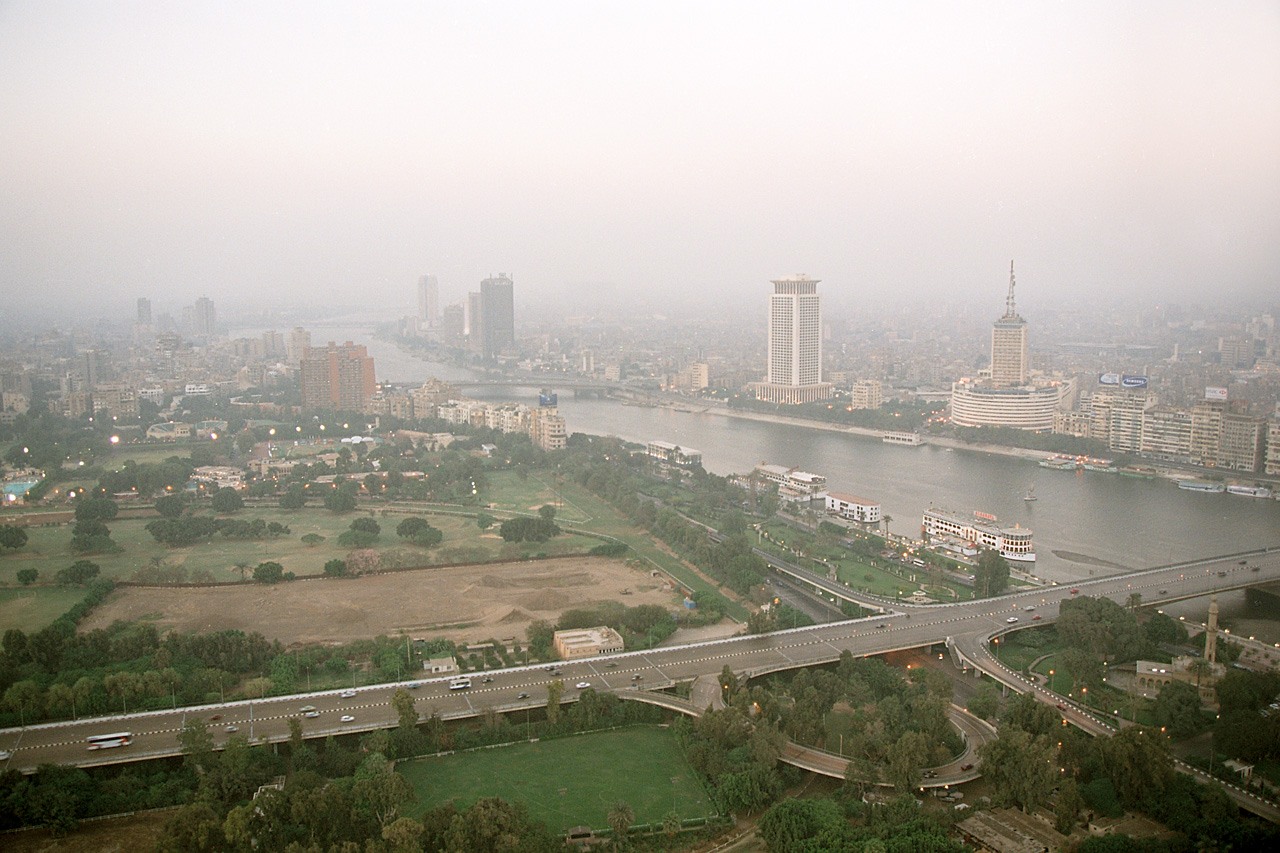
Uitzicht vanaf de toren in de namiddag